# Hawker 800

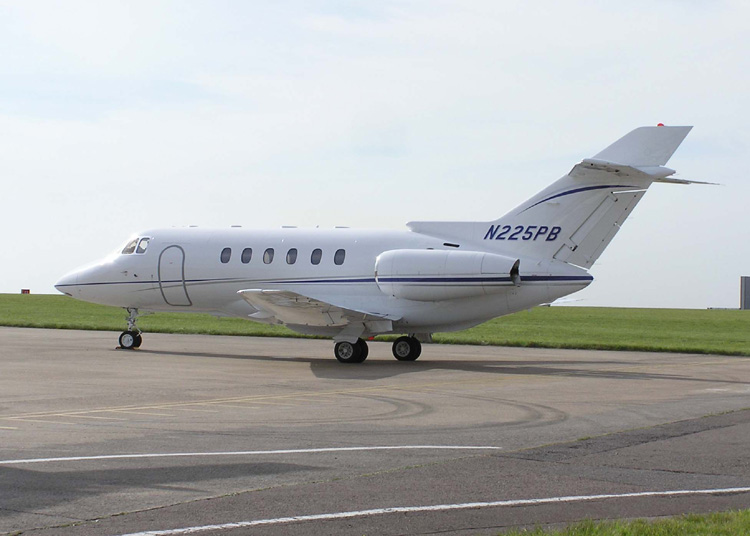
Raytheon Hawker 800

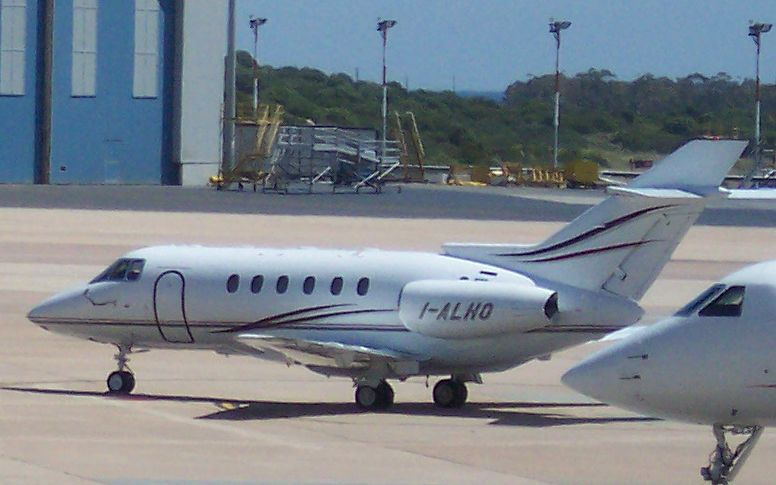
Raytheon Hawker 800XP

Die Raytheon Hawker 800 ist ein zweistrahliges Mittelklasse-Geschäftsreiseflugzeug. Es handelt sich um einen Tiefdecker mit Einziehfahrwerk und Druckkabine.

## Entwicklung
Die Entwicklung wurde in den 1960er Jahren ursprünglich bei Hawker Siddeley durchgeführt. Die Maschine erhielt den Namen Hawker Siddeley HS.125. Nach der Gründung von British Aerospace wurde die Maschine als BAe 125 weiterproduziert. 1993 übernahm Raytheon British Aerospace Corporate Jets. Die neue Gesellschaft Raytheon Aircraft (heute Beechcraft Cooperation) vertrieb das Flugzeug als Hawker 800 und entwickelte es weiter.
Im März 2006 erhielt die Hawker 850XP mit einer verbesserten Avionik, geänderter Innenausstattung und neuen Winglets ihre Zulassung.
2012 musste die Hawker Beechcraft Insolvenz anmelden, konnte die Geschäftstätigkeit aber Anfang 2013 als stark verkleinerte Beechcraft Corporation wieder aufnehmen. Das Unternehmen fokussiert sich nun auf die Turboprop-Modelle und stellt die Produktion der Jets ein. Für die Hawker 800XP wird jedoch noch ein Updateprogramm auf die Version Hawker 800XPR angeboten, die mit sparsameren Triebwerken Honeywell TFE 731-50R und Winglets aufgerüstet wird.

## Technische Daten (Hawker 850XP)
| Kenngröße             | Daten                                          |
| --------------------- | ---------------------------------------------- |
| Besatzung             | 2                                              |
| Passagiere            | 8, 15 maximal                                  |
| Länge                 | 15,60 m                                        |
| Spannweite            | 16,56 m                                        |
| Höhe                  | 5,51 m                                         |
| Leermasse             | 7.108 kg                                       |
| Startmasse            | max. 12.701 kg                                 |
| Kabinenlänge          | 6,50 m                                         |
| Kabinenhöhe           | 1,75 m                                         |
| Kabinenbreite         | 1,83 m                                         |
| Triebwerke            | 2 × Honeywell TFE731-5BR mit je 20,73 kN Schub |
| Höchstgeschwindigkeit | 824 km/h                                       |
| Reichweite            | 4893 km mit 4 Passagieren                      |
| Dienstgipfelhöhe      | 12.500 m                                       |